# Raymond E. Feist
Raymond E. Feist, ursprungligen Raymond Elias Gonzales II, född 21 december 1945, är en amerikansk författare som är främst känd för att ha skrivit fantasy-serien Kriget om Rämnan.

### The Firemane Saga
- King of Ashes, 2018 (Ej översatt till svenska)[3]
- Queen of Storms 2020 (Ej översatt till svenska)[3]
- Master of Furies 2022 (Ej översatt till svenska)[3]